# Renate Göritz
Renate Göritz (* 29. Juli 1938 in Königsberg; † 2021) war eine deutsche Malerin, Grafikerin und Objektkünstlerin.

## Leben und Werk
Renate Göritz wurde im Zweiten Weltkrieg mit ihrer Mutter 1945 vor den anrückenden sowjetischen Truppen mit dem letzten Schiff aus Königsberg nach Dänemark evakuiert. Dort waren sie zwei Jahre auf einem ehemaligen Flugplatzgelände interniert. 1947 kam die Familie nach Schwerin, wo Renate unter den schweren Bedingungen der Nachkriegszeit aufwuchs. Sie machte 1958 in Schwerin das Abitur und studierte anschließend bis 1963 an der Hochschule für bildende und angewandte Kunst in Berlin-Weißensee bei Herbert Behrens-Hangeler, Werner Klemke, Arno Mohr, Klaus Wittkugel sowie bei Ernst Rudolf Vogenauer, der sie besonders prägte. Danach war sie in Berlin als Mitglied des Verbands Bildender Künstler der DDR als freischaffende Künstlerin tätig, die letzten Jahre in Karolinenhof. In den 1970er Jahren trug sie, insbesondere neben Günther Hornig, Robert Rehfeldt und Jürgen Schieferdecker, entscheidend dazu bei, dass die Collage zum Bestandteil der Kunst in der DDR wurde. Neben Collagen, künstlerischen Objekten und Assemblagen schuf sie insbesondere Zeichnungen. Sie gehörte zu den wichtigen Buchillustratoren der DDR.
Eine enge Künstlerfreundschaft verband sie mit Erika Stürmer-Alex.
Renate Göritz war mit dem Garten- und Landschaftsarchitekten Walter Göritz (* 1939) verheiratet. Aus der Ehe gingen zwei Söhne hervor.

## Selbstreflexion
„…wenn ich versuche, meine Arbeitsweise zu beschreiben, kann ich sagen, dass die offene Kunstform der Improvisation dabei eine erhebliche Rolle spielt. Für meine Collagen und Materialbilder ist das Zufällige, Spontane oft der entscheidende Auslöser.“

## Werke (Auswahl)

### Assemblagen (Auswahl)
- Chile 73. Zum Tode Pablo Nerudas (Assemblage, Papier, Pappe, Holz, Stoff, Draht, Blech, Öl auf Hartfaser; 90 × 70 cm, 1973/1974; Nationalgalerie Berlin)[2]

### Buchillustrationen (Auswahl)
- Irene und Franz Faber (Hrsg.): Das Mädchen Kiéu. 1964 Rütten & Löning, Berlin, 1964
- Wolfgang Morgenroth (Hrsg.): Das Papageienbuch. Rütten & Loening, Berlin, 1968
- Gottfried Keller: Züricher Novellen. Verlag der Nation, Berlin, 1969
- Witali Bianki: Wie Tit Wolow Wölfe suchte und andere Erzählungen. Kinderbuchverlag Berlin, 1970
- Witali Bianki: Der Einzelgänger und andere Erzählungen. Kinderbuchverlag Berlin, 1970
- Friedrich Gerstäcker: Aus dem Matrosenleben. Verlag Neues Leben, Berlin, 1971 (Kompaßbücherei)
- Nils Werner: Stefan und das Ferkel Pauline. Verlag Junge Welt, Berlin, 1975
- Regina Hänsel (Hrsg.): Die Nachtigall und die Rose. Ein Märchenbuch für Verliebte. Verlag Neues Leben, Berlin, 1976 (mit weiteren Illustratoren)
- Lilo Hardel: Emeli das Saurierkind. Ein Märchen aus der Kreidezeit. Verlag Junge Welt, Berlin, 1977
- Klaus Bourquain: Mein kleines wildes Tier. Märchen und Geschichten. Kinderbuchverlag Berlin, 1979 (Serie Buchfink-Bücher)
- Poeten tischen auf. Ein kulinarischer Streifzug durch die Weltliteratur, unternommen von Günther Cwojdrak. Eulenspiegel Verlag, Berlin, 1980 (mit weiteren Illustratoren)
- Helga Strube: Der neugierige Moritz. Ein Buch vom Wasser. Verlag Junge Welt, Berlin, 1982
- Juri Nagibin: Künstlernovellen. Verlag Volk und Welt, Berlin, 1986 (mit weiteren Illustratoren)

## Ausstellungen

### Einzelausstellungen
- 1974 Berlin, Galerie Karolinenhof
- 1982 Rostock, Galerie am Boulevard (Collagen, Mischtechniken, Materialbilder)
- 1983 Berlin, Galerie im Prater
- 1990 Rostock, Kunsthalle Rostock (Collagen und Objekte)
- 1995 Ribnitz-Damgarten, Galerie im Kloster des Kunstvereins Ribnitz-Damgarten (Material-Collage; mit Wolfgang Friedrich, Plastik)

### Ausstellungsbeteiligungen
- 1975 Berlin, Nationalgalerie („Collagen in der Kunst der DDR“)
- 1979, 1981 und 1986 Berlin, Bezirkskunstausstellungen
- 1983 Berlin, Galerie im Prater („Retrospektive 1973–1983“)
- 1987/1988 Dresden, X. Kunstausstellung der DDR
- 1995 Papenburg-Aschendorf, Ausstellungszentrum Gut Altenkamp („Figur und Gegenstand. Malerei und Plastik in der Kunst der DDR aus der Sammlung der Nationalgalerie Berlin“)